# Conrad Bernhard Meyer
Conrad Bernhard Meyer (* 19. Mai 1755 in Aurich; † 10. September 1830 ebenda) war ein ostfriesischer Kaufmann, Kupferstecher und Architekt.

## Frühe Jahre
Als Sohn eines Landwirts in Aurich geboren, besuchte er zunächst die örtliche Stadtschule und wechselte als 10-Jähriger zur Lateinschule. Diese Schulkarriere entsprach nicht der Bildungstradition seines Standes in der damaligen Zeit. Die Schulzeit musste er 18-jährig vorzeitig abbrechen, da sein Vater das Gasthaus am Auricher Marktplatz gekauft hatte, das er in eigener Verantwortung weiterführen sollte. So wurde Conrad Bernhard Meyer Gastronom und konnte seinen Plan Mathematik zu studieren nicht realisieren. Er heiratete Gretje Wilken im Jahre 1774. Nach ihrem frühen Tod ging er eine zweite Ehe mit Dorothea Davemann ein.

## Künstler und Konstrukteur

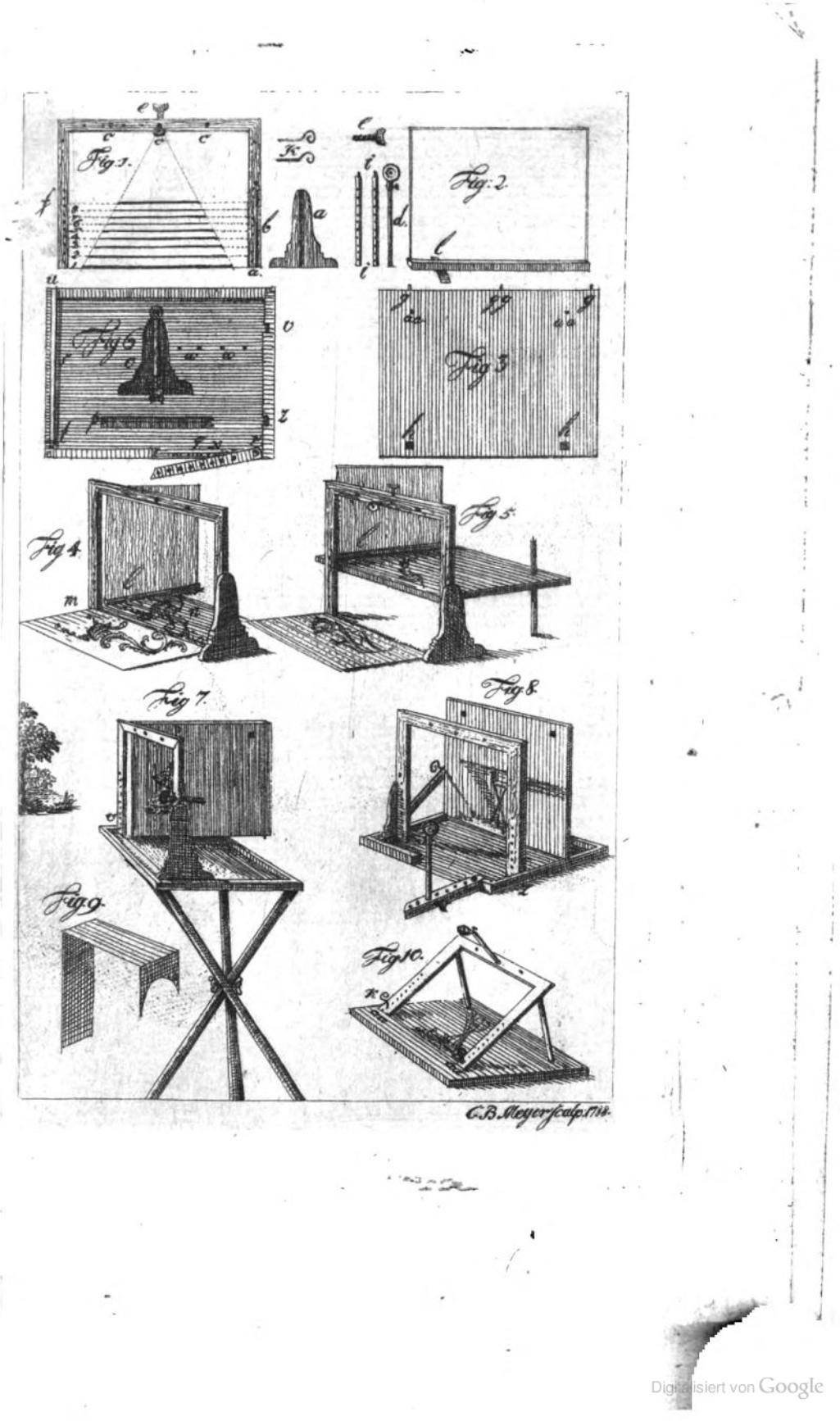
Der Transparentspiegel nach C.B. Meyer

Conrad Bernhard Meyer hatte als Gastwirt schnell Erfolg. Der von ihm bewirtschaftete Gasthof stieg innerhalb kürzester Zeit zum gesellschaftlichen und gastronomischen Mittelpunkt der Beamtenstadt auf. Basis seines Erfolges war ein besonderes kaufmännisches Geschick, gepaart mit seinen
ausgeprägten künstlerischen Ideen. Er entwarf und baute einen „Huldigungstempel“ für König Friedrich Wilhelm II. von Preußen, ein spielerisches Bauwerk aus Holz und Papier (14 Meter hoch, illuminiert durch 800 Lampen und 2000 farbige Kugeln). Er schuf so die Hauptattraktion Aurichs im Jahr 1786. Dieser Bau manifestiert den Beginn seiner künstlerischen Tätigkeit in Aurich. Er versuchte einen Kupferstecher zu finden, der eine Abbildung seines Kunstwerkes anfertigte. Die zu hohen Honorarforderungen ließen ihn aber selbst zum Kupferstecher werden, obwohl er keine künstlerische Ausbildung genossen hatte. Unternehmungsgeist und ein ausgeprägtes künstlerisches Talent ließen ihn den Versuch wagen. Die Arbeitsergebnisse fanden Anerkennung und so folgten eine Reihe von Ansichten ostfriesischer Städte sowie Porträts bekannter ostfriesischer Persönlichkeiten. Für seine Kupferstiche fand er schnell Abnehmer. Bei der Gravur der Kupferplatten erfand er einen Transparentspiegel, der es ermöglichte Zeichnungen vergrößert oder verkleinert auf die Platte zu bringen. Diesen Spiegel konnte er sogar nach London und Sankt Petersburg verkaufen.
Im Laufe der Zeit entwickelte sich Conrad Bernhard Meyer immer mehr zu einem Konstrukteur von Kanalschleusen, eines unterirdischen Löschwassersystems für die Stadt Aurich, eines mechanischen Schafotts und verbesserte andere technische Einrichtungen.

## Kaufmann in unterschiedlichen Branchen
Sein Erfolg als Kaufmann war über die Jahre wechselhaft. Den Gasthof „Schwarzer Bär“ konnte er mit einem soliden Gewinn verkaufen. Seine Sägemühle und sein Handel mit Baumaterialien waren sehr profitabel. Er pachtete die Gastronomie des aufstrebenden Seebades Norderney und kaufte Siedlungsgrundstücke im Moor, er baute eine Steingut- und Fayencefabrik am Auricher Hafen auf, er ließe Tonpfeifen herstellen und investierte in den zugehörigen Tabakhandel. Er organisierte den Ankauf von Pferden für die preußische Armee, er war zeitweise Direktor der privaten Treckschutengesellschaft für die Kanalverbindung von Aurich nach Emden, er übte das Amt eines Salzfaktors aus und errichtete auch eine Siegellackfabrik. Seine Geschäfte erwiesen sich häufig als Fehlkalkulationen, oder seine Geschäftsführer aus der Familie waren unfähig. Ein weiterer Grund war aber auch die strukturelle Schwäche Aurichs, insbesondere die (auch heute noch) nicht ausreichende Verkehrsanbindung, so dass die Grundlage für einen profitablen und großräumigen Handel fehlte. Hinzu kam seine Sprunghaftigkeit und Unruhe, die möglicherweise einen Künstler beflügeln, einen Kaufmann der damaligen Zeit aber schaden.

## Architekt und Baumeister

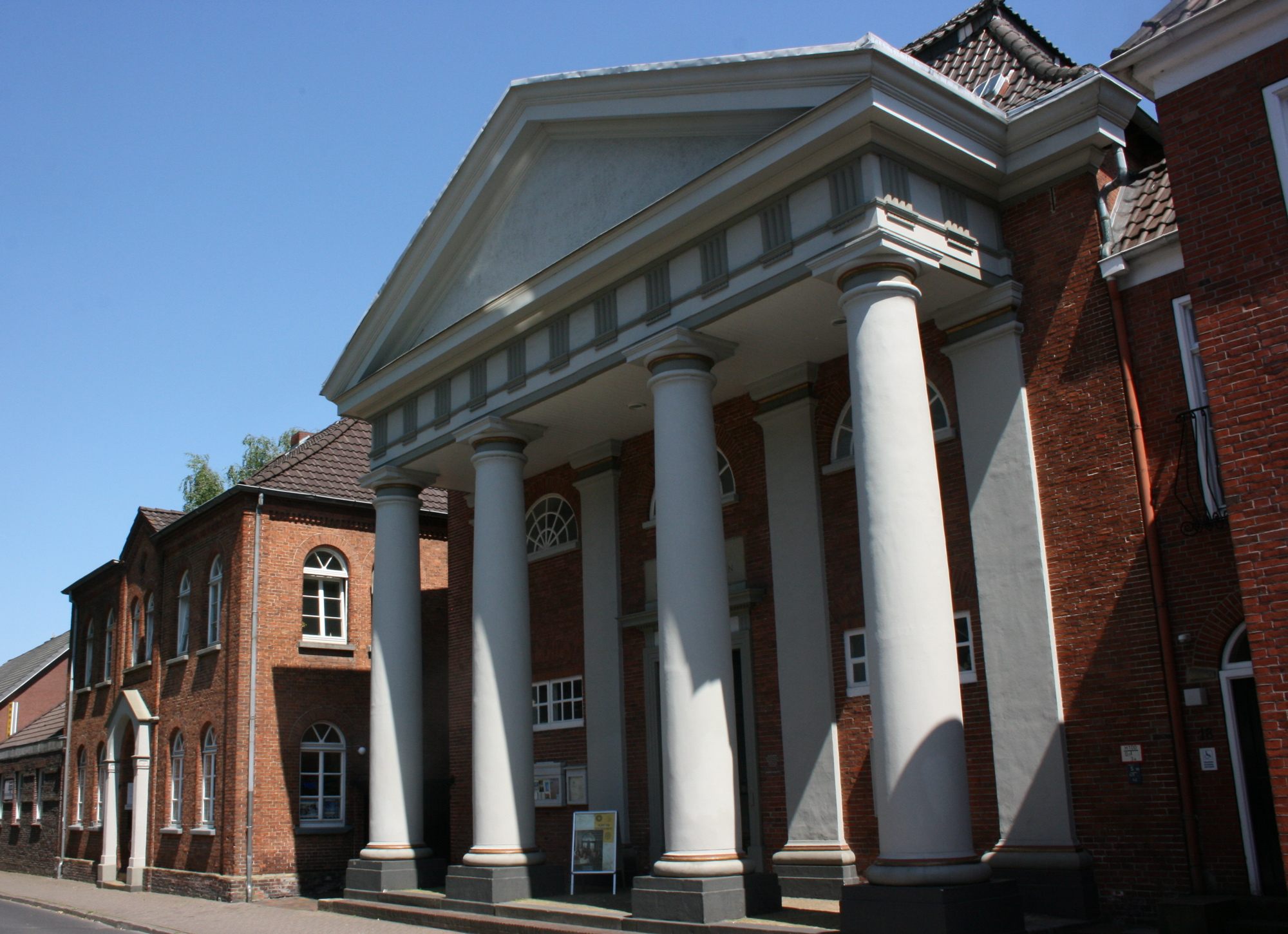
Reformierte Kirche in Aurich

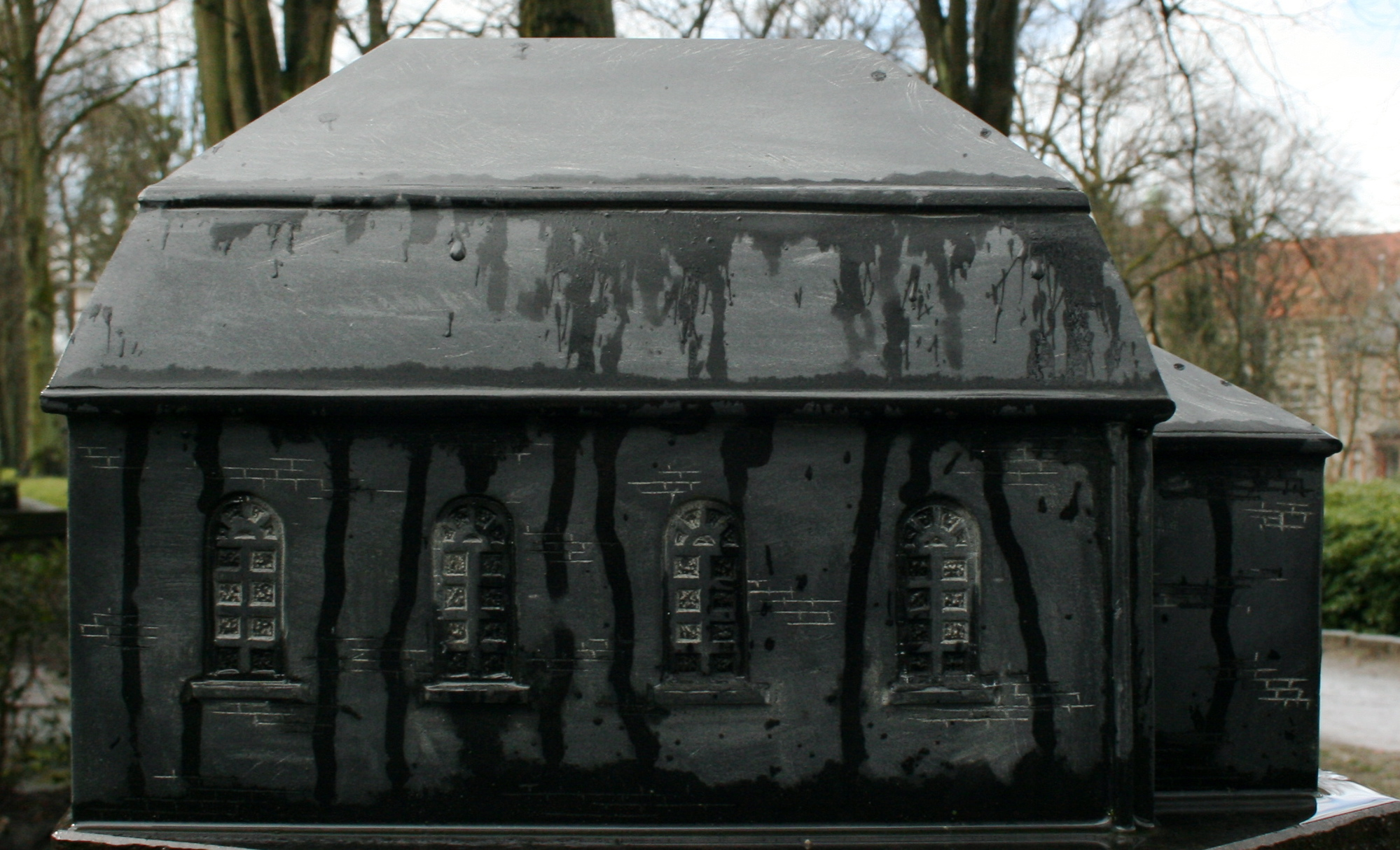
Gedenkstein für die nach Plänen von C. B. Meyer errichtete Synagoge

Conrad Bernhard Meyer ist aber vorrangig mit den zahlreichen Bauten in Aurich verbunden, die zwischen 1799 und 1814 aus seiner Feder entstanden. Er hat als autodidaktischer Architekt und Baumeister wie kaum ein anderer das Bild der Stadt Aurich geprägt.

### Bauten in Aurich
- Hafenwärterhaus für die Treckfahrtsgesellschaft am alten Hafen (Pingelhus)
- eigenes Privathaus Conrad Bernhard Meyer (abgerissen)
- Conringsches Haus an der Burgstraße
- Conringsches Haus am Marktplatz
- Conringsches Gartenhaus am Ellernfeld (heute: Kunstpavillon)
- Friedhofswärterhaus für die Lambertikirche
- Lambertikirche Aurich
- Privathäuser am Markt
- Privathäuser an der Hafenstraße
- Reformierte Kirche (ein klassizistischer Bau mit Tympanon und dorisch-attischen Säulen)
- Synagoge Aurich (abgerissen)

Die reformierte Kirche war sein Meisterstück in Aurich. Er machte nicht nur den Entwurf, er fertigte sogar die Säulen und viele Details in einer eigenen Werkstatt an. Conrad Bernhard Meyer hatte nie eine Bauschule besucht, die notwendigen Kenntnisse eignete er sich selbst an.

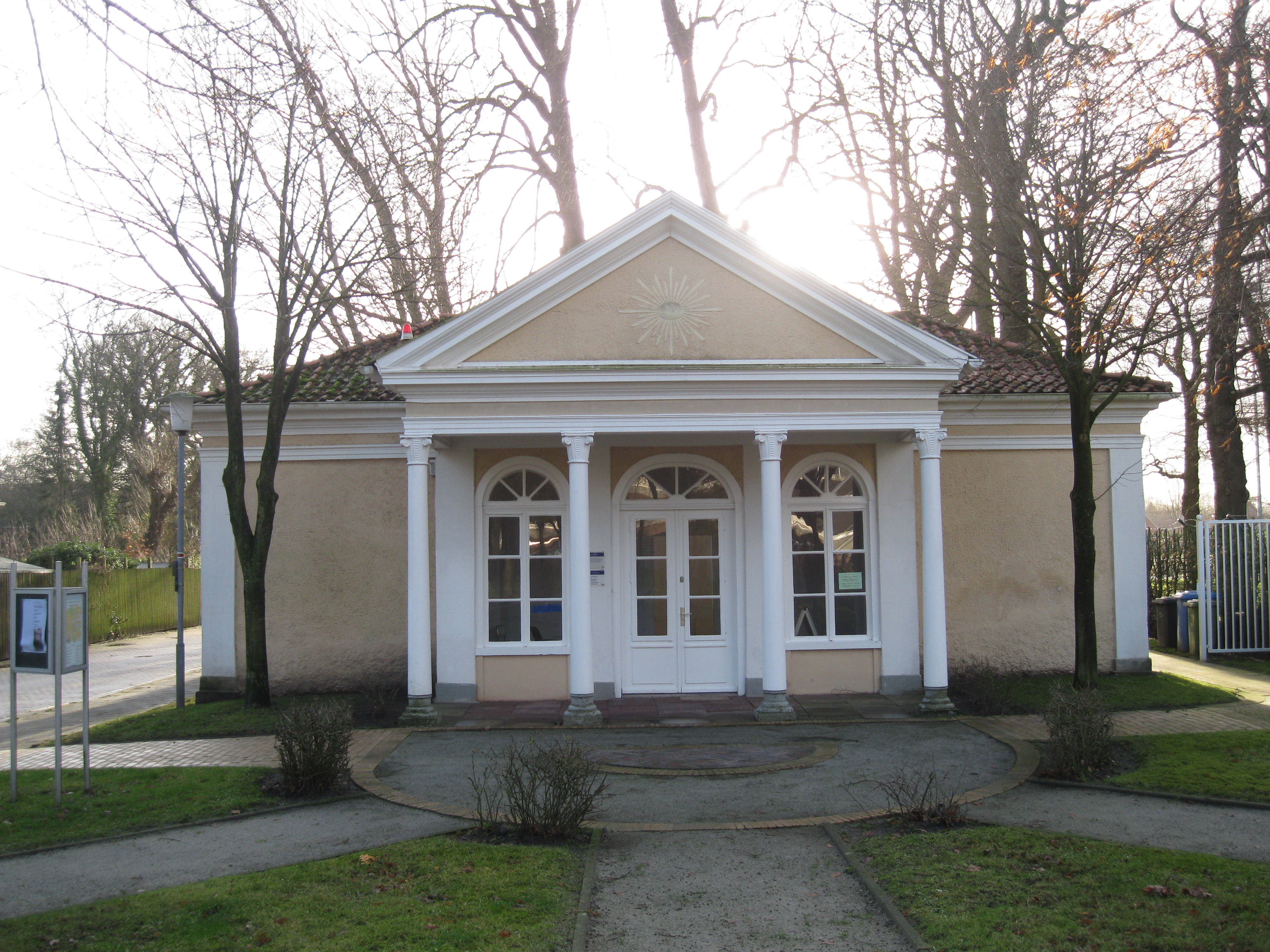
Kunstpavillon
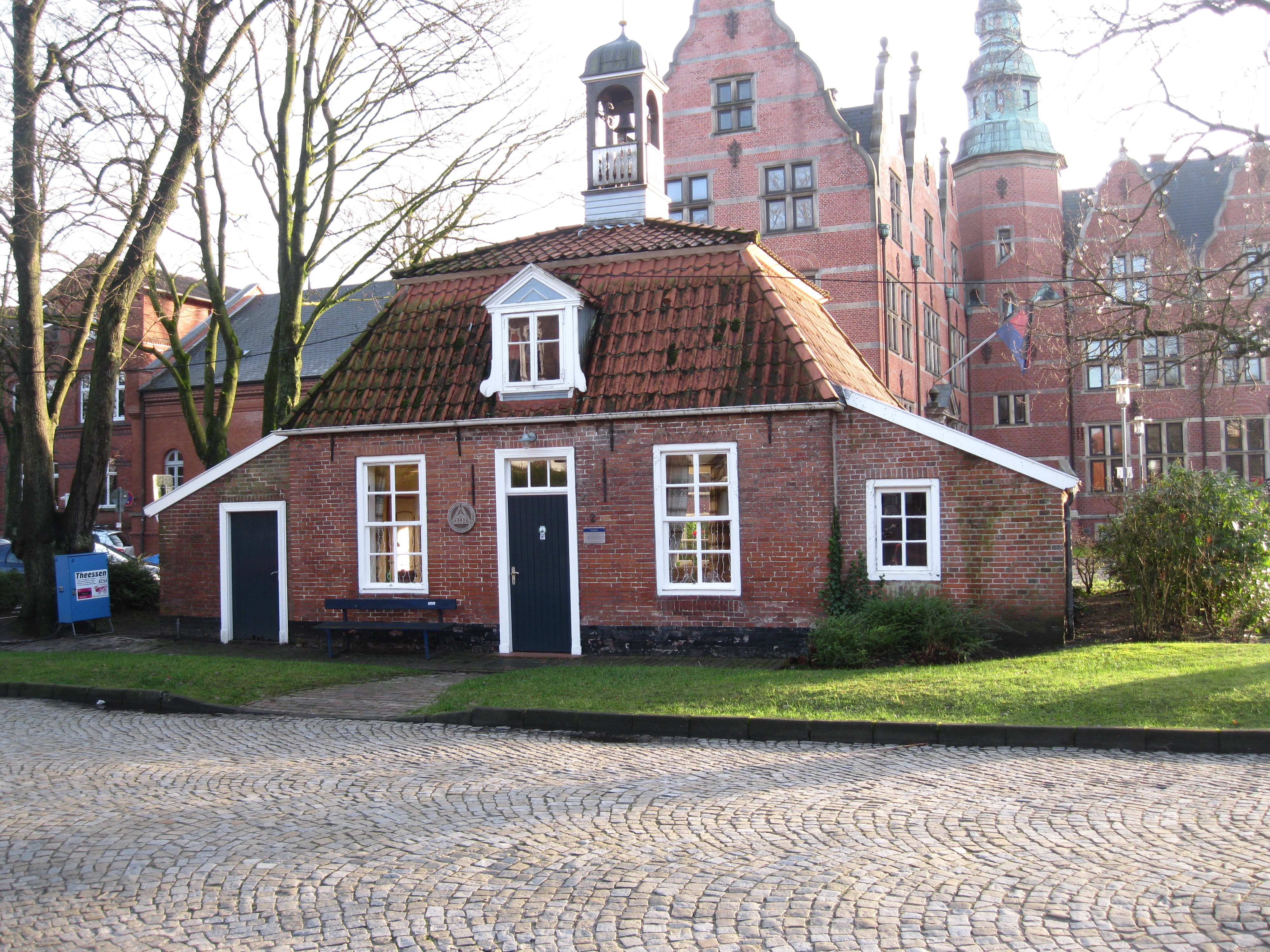
Hafenwärterhaus für die Treckfahrtsgesellschaft

## Tätigkeit als Lokalpolitiker
Conrad Bernhard Meyer wurde aufgrund seiner vielen Begabungen zu einem führenden Mitglied der städtischen Baukommission und als Kommandant der Bürgergarde berufen. Aufgrund seines Einsatzes in anderen gemeinnützigen Bereichen hat man ihm 1805 das Amt des Polizei-Bürgermeisters angetragen, was er aber ablehnte.